# Вања Булић
Вања Булић (Куманово, 17. јул 1947) српски је новинар, књижевник и ТВ водитељ. Члан је Удружења књижевника Србије и Удружења за културу, уметност и међународну сарадњу „Адлигат” у којем се налази његова Збирка.

## Биографија
Вања Булић, од оца Душана и мајке Босиљке, рођен је 17. јула 1947. године у Куманову, а од 1952. године живи у Београду. У младости је био члан рок састава „Сидра” и играо одбојку у „Радничком”.
Био је сценариста три ТВ серије: „Југовићи” (РТС, 1988), „Друго стање” (БК телевизија, 2006) и „Јавља ми се из дубине душе” (ТВ Кошава, 2007). Косценариста је филма Лепа села лепо горе и сценариста филма „Друго стање”. Радио је дуго година и као уредник „Дуге”.
Похађао је Девету београдску гимназију. Студирао је новинарство на Факултету политичких наука у Београду. Има три сина, Душана, Ивана и Огњена, и унука Тодора.
Члан је Удружења књижевника Србије и Удружења за културу, уметност и међународну сарадњу „Адлигат”. Рад Удружења „Адлигат” подржавао је и пре формирања, од 2008. године, а Збирка Вање Булића формирана је 2014. године и садржи велики број његових књига са посветама, као и књига које су њему поклањање са посветама значајних књижевника.
Водио је емисију „После ручка” на Хепи телевизији. Његова ауторска емисија „Бисери” приказивала се на БК телевизији, телевизији Кошава и ОБН телевизији. Данас се приказује на Блиц телевизији.

## Објављене књиге
- „Како сам гајио близанце” (1995)
- „Тунел – лепа села лепо горе” (1996)
- „Ратна срећа” (1999)
- „Вреле усне” (2001)
- „Парада страсти” (2003)
- „Друго стање” (2006)
- „Сто бисера” (2009)
- „Око отока” (2009)
- „Шоле” (2010)
- „Задах белог” (2010)
- „Симеонов печат” (2012)
- „Јованово завештање” (2013)
- „Досије Богородица” (2014)
- „Мушкарац у извесним годинама” (2014)
- „Теслина пошиљка” (2015)
- „Виза за небо” (2016)
- „Зашто Бог нема ауто” (2016)[7]
- „Душанова клетва” (2018)
- „Теодорин прстен” (2019)
- „Савин осветник” (2020)[8]
- "Милутинов грех" (2023)[9]
- "Синајски тестамент" (2024)

## Галерија
- Булић у Пироту, 2018. године
- Булић у Пироту, 2018. године
- Булић у Пироту, 2018. године